# Nick Symmonds
Nicholas „Nick“ Symmonds (* 30. Dezember 1983 in Blytheville, Arkansas) ist ein ehemaliger US-amerikanischer Mittelstreckenläufer, der sich auf den 800- und 1500-Meter-Lauf spezialisiert hat. Er ist siebenfacher NCAA-Champion und trat zweimal bei den Olympischen Spielen an: bei den Pekinger Sommerspielen 2008 kam er in das Halbfinale, bei den Londoner Sommerspielen 2012 wurde er mit einer persönlichen Bestzeit Fünfter. 2013 gewann er bei den Leichtathletik-Weltmeisterschaften 2013 die Silbermedaille im 800-Meter-Lauf. An den Leichtathletik-Weltmeisterschaften 2015 nahm er trotz des Sieges bei den US-Trials nicht teil, weil er sich weigerte die Athletenvereinbarung des amerikanischen Verbandes zu unterzeichnen, die das Tragen der Kleidung eines Ausrüsters vorsieht, der den Verband sponsert.

## Politisches
Gegenüber der russischen Nachrichtenagentur R-Sport äußerte sich Symmonds nach dem Erlangen seiner Silbermedaille 2013 in Moskau kritisch gegenüber der umstrittenen Gesetzgebung der Regierung Putins, die „homosexuelle Propaganda“ unter Strafe stellt. Er war der erste Sportler vor Ort, der sich offen positionierte:

„Egal ob du schwul, hetero, schwarz oder weiß bist: Wir alle verdienen dieselben Rechte.“

Weiter lässt sich Symmonds zitieren mit: „Wenn es irgendeine Möglichkeit gibt, für gleiche Rechte einzutreten, werde ich das tun, egal, ob ich dafür ins Gefängnis gehe. Ich respektiere dieses Land, aber ich bin nicht mit seinen Regeln einverstanden.“
2012 ließ Symmonds sich, nach einer Versteigerung dieses Werbeplatzes, für 11.000 US-$ eine temporäre Tätowierung auf den Oberarm stechen, um gegen die für Athleten begrenzten Möglichkeiten der Selbstvermarktung und dadurch verhinderte finanzielle Absicherung zu protestieren. Durch den Streisand-Effekt generierte sich gesteigerte Aufmerksamkeit, als der Veranstalter der Olympischen Spiele das Abkleben der Werbung durchsetzte.

## Persönliche Rekorde

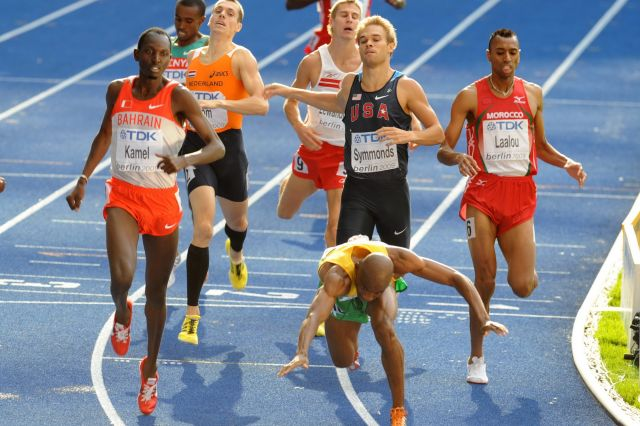
Zieleinlauf 800 m, Berlin 2009

- 400 Meter Outdoor, 25. Juli 2012 (Dublin, Irland) – 47,45
- 800 Meter Outdoor, 9. August 2012 (London) – 1:42,95
- 800 Meter Indoor, 9. März 2008 (Valencia) – 1:46,48
- 1500 Meter Indoor, 2013 (Monaco) – 3:34,55
- 1 Meile Indoor, 16. Januar 2007 (Washington) – 3:56,72
- Biermeile (beer mile), 21. August 2012 - 5:19